# Krokstäde
Krokstäde är en by i Tofta socken på Gotland, omkring 2 kilometer söder om Tofta kyrka.
Krokstäde är kanske främst känt för sitt gravfält (varav dock drygt halva ligger på en utjord tillhörig prästgården i Eskelhem, varför FMIS registrerat den som en fornlämning i Eskelhem), ungefär en kilometer öster om gårdarna i byn in i skogen. Gravfältet består av omkring 170 synliga gravar varav omkring 100 runda stensättningar och omkring 60 rösen, 9 resta stenar och en domarring. En av de resta stenarna är försedd med skålgropar. Gravfältet är inte arkeologiskt undersökt men av allt att döma handlar det om ett bygdegravfält från äldre järnålder.